# 学生野球資格回復制度
- 学生野球資格回復研修制度[注 1]

学生野球資格回復制度（がくせいやきゅうしかくかいふくせいど）は、日本のプロ野球を引退した者がアマチュア（学生・生徒）を指導する際に必要な資格を回復する制度。日本野球機構 (NPB) だけではなく、独立リーグ（日本独立リーグ野球機構 (IPBL) 加盟リーグ所属球団）に所属歴のある引退者についてもこの制度が適用される。

## 概要
2013年（平成25年）に制定された。
学生野球資格回復制度の研修会を受講して後に回復される。資格回復には、プロとアマ両方の研修会を計3日間、受講しなければならない。母校以外で教える場合は、指導を希望する学校の所属連盟に指導者登録する必要がある。
制度の創設以来、多くの元選手が資格回復を認められているが、監督などの肩書でプロ球団に在籍している元選手には原則として資格回復は認められない。しかし、2020年にはマリナーズに会長付特別補佐兼インストラクターとして在籍しているイチローが特例で認定を受けたことが報じられた。
なお、プロ野球経験のない学生野球指導者がプロ野球のコーチ・監督を務めた後、退団した場合の扱いは明確にされていないが、スカウト・役員などの球団職員を務めた後に復帰した実例はある。
NPBから無期または永久の失格処分を受けた選手は、研修会の受講が禁じられる。

## プロアマ規定の歴史
長年、プロ野球とアマチュア野球には溝がありいくつかの段階を経て緩和されていった
- 1950年（昭和25年）：日本学生野球協会がプロとの対戦を認めないよう学生野球憲章を改正。
- 1961年（昭和36年）：プロのスカウト活動が過熱した結果、柳川事件や門岡事件が起こり、社会人野球側が断絶を宣言し日本学生野球協会も同調した。
- 1973年（昭和48年）：社会人野球がプロ経験者の臨時コーチ受け入れを許可、大学も元プロの母校での臨時コーチを認める。
- 1984年（昭和59年）：教員として勤務が10年を経過した元プロは高校監督に就任できるようになる。プロアマ断絶後、元プロ監督第1号となったのは元東映の後原富。
- 1994年（平成6年）：高校球界復帰規定が教諭歴10年から5年に短縮。
- 1997年（平成9年）：高校球界復帰規定が教諭歴5年から2年に短縮。
- 2005年（平成17年）：元プロの大学野球の監督就任が可能になる。また現役プロの母校での自主トレが解禁される。
- 2013年（平成25年）：高校監督の教諭歴規定を撤廃。プロ、アマがそれぞれ設ける研修会を修了し、適性検査を経ることで資格を回復できるように緩和された。
- 2015年（平成27年）：日本独立リーグ野球機構所属リーグ（四国アイランドリーグplusとベースボール・チャレンジ・リーグ[注 4]）出身者が研修受講対象に加えられる[4]。
- 2018年（平成30年）：海外プロ球団[注 5]出身者が研修受講対象に加えられる[7]。
- 2024年（令和6年）：NPBファーム参加球団（オイシックス新潟アルビレックスBCとくふうハヤテベンチャーズ静岡）出身者が研修受講対象に加えられる[8]。

## 資格回復の流れ
NPBプロ研修会（1日間）→学生野球研修会（2日間）→学生野球適性審査申請→学生野球指導登録届

### 特例措置
野球殿堂入りした対象者に限っては、1日間の研修とレポート提出で代替可能。

## 資格の喪失
プロ球団と再契約した場合は、この資格を喪失するが、退団後には研修の上で再度資格を取得できる。